# Nemačka filozofija
Nemačka filozofija, koja se ovde podrazumeva da je (1) filozofija na nemačkom jeziku ili (2) filozofija Nemaca, bila je izuzetno raznovrsna i centralna kako u analitičkoj tako i kontinentalnoj tradiciji u filozofiji vekovima, od Gotfrida Vilhelma Lajbnica preko Imanuela Kanta, Georga Vilhelma Fridriha Hegela, Artura Šopenhauera, Karla Marksa, Fridriha Ničea, Martina Hajdegera i Ludviga Vitgenštajna do suvremenih filozofa. Seren Kirkegor (danski filozof) često se uključuje u preglede nemačke (ili germanske) filozofije zbog velikog angažovanja sa nemačkim misliocima.

## 17. vek

### Lajbnic
Gotfrid Vilhelm Lajbnic (1646–1716) bio je filozof i matematičar koji je prvenstveno pisaon na latinskom i francuskom. Lajbnic, je zajeno da Rene Dekartom i Baruhom Spinozom, bio jedan od tri velika zastupnika racionalizma 17. veka. Lajbnic je takođe predvideo modernu logičku i analitičku filozofiju. Njegova filozofija se takođe osvrće na skolastičku tradiciju, u kojoj se zaključci dobijaju primenom razuma na prve principe ili apriornim definicijama, a ne na empirijskim dokazima.
Lajbnic je poznat po svom optimizmu - njegova Teodiceja pokušava da opravda prividne nesavršenosti sveta tvrdeći da je optimalan među svim mogućim svetovima. On mora da je najbolji mogući i najbalansiraniji svet, jer ga je stvorio svemoćni i sveznajući Bog, koji ne bi odabrao da stvori nesavršen svet, da mu je bio poznat ili kad bi mogao postojati bolji svet. Zapravo, očigledni nedostaci koji se mogu prepoznati u ovom svetu moraju postojati u svakom mogućem svetu, jer bi u suprotnom Bog odabrao da stvori svet koji isključuje te mane.
Lajbnic je poznat i po svojoj teoriji o monadama, izloženoj u Monadologiji. Monade su u metafizičkom okruženju ono što su atomi fizičkom/fenomenološkom. One se takođe mogu uporediti sa korpuskulama Mehaničke filozofije Renea Dekarta i drugih. Monade su krajnji elementi univerzuma. Monade su „značajni oblici bića” sa sledećim svojstvima: one su večne, nerazdvojive, individualne, podložni sopstvenim zakonima, neinteraktivne, i svaka odražava ceo univerzum u unapred uspostavljenoj harmoniji (istorijski važan primer panpsihizma). Monade su centri sile; supstanca je sila, dok su prostor, materija i kretanje samo fenomenološke pojave.

## 18. vek

### Vulf
Kristijan Vulf (1679–1754) bio je najeminentniji nemački filozof između vremena Lajbnica i Kanta. Njegovo glavno dostignuće bio je potpuni opus gotovo svakog naučnog predmeta njegovog vremena, prikazan i razrađen prema njegovom demonstrativno-deduktivnom matematičkom metodu, koji možda predstavlja vrhunac prosvetiteljske racionalnosti u Nemačkoj.
Vulf je bio jedan od prvih koji je upotrebljavao nemački jezik u naučnoj nastavi i istraživanjima, mada je pisao i na latinskom, tako da je međunarodna publika mogla da prati njegove radove. On je utemeljitelj, između ostalog oblasti, ekonomije i javne uprave kao akademskih disciplina. On se naročito koncentrisao u tim oblastima, dajući savete o praktičnim pitanjima ljudima u vladi i naglašavajući profesionalnu prirodu univerzitetskog obrazovanja.

### Kant
Godine 1781, Imanuel Kant (1724–1804) objavio je svoju Kritiku čistog razuma, u kojoj pokušava da utvrdi šta možemo i ne možemo da saznamo koristeći se razumom nezavisno od svih iskustvava. Ukratko, došao je do zaključka da spoljašnji svet možemo da upoznamo putem iskustva, ali da je ono što o njemu možemo znati ograničeno limitirajućim pojmovima u kojima um može da razmišlja: ako stvari možemo shvatiti samo u smislu uzroka i efekta, tada možemo znati samo uzroke i posledice. Iz toga proizlazi da mi možemo znati formu svih mogućih iskustava nezavisno od svih iskustava, ali ništa drugo, kao i da svet nikada ne možemo spoznati sa „stanovišta nigde” i zato nikada ne možemo da upoznamo svet u celosti, ni putem razuma, niti iskustva.
Od objavljivanja njegove Kritike, Imanuel Kant se smatra jednim od najvećih uticaja u celoj zapadnoj filozofiji. Krajem 18. i početkom 19. veka jedna direktna linija uticaja Kanta je nemački idealizam.
Neokantijanstvo se u velikoj meri odnosi na oživljavanje tipa filozofije koju je objasnio Imanuel Kant i na Kantove interpretacije koje su pružili postkantovski filozofi kao što su Šopenhauer, Jakob Fridrih Friz i Johan Fridrih Herbart. Glavne ličnosti u neokantovskom pokretu, koji je započeo oko 1860-ih, uključuju Fridriha Alberta Langea i Hermana Kohena.

## 19. vek

### Nemački idealizam
Nemački idealizam je bio filozofski pokret koji se pojavio u Nemačkoj krajem 18. i početkom 19. veka. Razvio se iz dela Imanuela Kanta 1780-ih i 1790-ih, i bio je usko povezan i sa romantizmom i sa revolucionarnom politikom prosvetiteljstva. Najistaknutiji nemački idealisti u pokretu, pored Kanta, bili su Johan Gotlib Fihte (1762–1814), Fridrih Vilhelm Jozef Šeling (1775–1854) i Georg Vilhelm Fridrih Hegel (1770–1831) koji je bio dominantna ličnost nemačke filozofije devetnaestog veka, i zagovornici jenskog romantizma; Fridrih Helderlin (1770–1843), Novalis (1772–1801) i Karl Vilhelm Fridrih Šlegel (1772–1829). Avgust Ludvig Hilsen, Fridrih Hajnrih Jakobi, Gotlob Ernst Šulce, Karl Leonhard Rajnhold, Salomon Majmon, Fridrih Šlajermaher i Artur Šopenhauer takođe su dali veliki doprinos.
- Johan Gotlib Fihte
(1762-1814)
- Fridrih Vilhelm Jozef Šeling
(1775-1854)
- G. V. F. Hegel
(1770-1831)

#### Fihte
Kao predstavnik subjektivnog idealizma, Fihte je odbacio kantovsku „stvar-u-sebi”. Fihte kao polaznu tačku svoje filozofije proglašava apsolutno „ja“, koje samo stvara svet sa svim njegovim zakonima. Delatnost ovog „ja“ Fihte shvata kao delatnost misli, kao proces samosvesti. Fihte priznaje apsolutnu slobodnu volju, Boga i besmrtnost duše. On u pravu vidi jednu od manifestacija "ja".
Govoreći progresivnim parolama o odbrani nacionalnog suvereniteta Nemaca od Napoleona, Fihte je istovremeno izneo šovinističke parole, posebno u svojim Obraćanjima nemačkoj naciji (1808), za koje se Fihte smatra jednim od osnivača modernog nemačkog nacionalizam.

#### Šeling
Fridrih Vilhelm Jozef Šeling, koji se u početku držao ideja Fihta, kasnije je stvorio sopstveni filozofski sistem objektivnog idealizma, prema kojem se razvoj prirode i razuma zasniva na istoj duhovnoj sili, „apsolutu“. Šeling je tvrdio da je priroda ili materija „nesvesni” proizvod aktivne duhovne sile i pripremna faza za um (duh). Priroda i svest, objekat i subjekt, tvrdio je Šeling, poklapaju se u apsolutu; Šeling je svoju filozofiju nazvao „filozofijom identiteta“.
U prirodnoj filozofiji, Šeling je sebi postavio zadatak poznavanja apsolutnog, beskonačnog duha koji leži u osnovi empirijske vidljive prirode. Prema Šelingu, nauka o prirodi, zasnovana isključivo na razumu, osmišljena je da otkrije poslednji, bezuslovni duhovni uzrok koji proizvodi sve prirodne pojave. Šeling je smatrao apsolut kao početak sposoban za samorazvoj kroz protivrečnosti; u tom smislu, Šelingovu filozofiju karakterišu neke odlike idealističke dijalektike. Šeling je posebnu ulogu dodelio umetnosti, u kojoj se, po njemu, u potpunosti sagledava stvarnost „višeg bića”. Šeling je umetnost tumačio kao „otkrovenje“. Umetnik je, po Šelingu, neka vrsta mističnog bića koje stvara u nesvesti.
Za Šelinga, glavni instrument kreativnosti je intuicija, „unutrašnja kontemplacija“. U kasnijem životu, Šeling evoluira ka mističkoj filozofiji (Mysterienlehre). Pozvao ga je pruski kralj Fridrih Vilhelm IV na mesto profesora na Berlinskom univerzitetu u cilju borbe protiv tada popularnih ideja levoliberalnih mladohegelijanaca. U ovom periodu svog života Šeling je stvorio mističnu „filozofiju otkrovenja“. Šelingovo glavno delo je Sistem transcendentalnog idealizma (1800).

## Literatura
- Karl Ameriks (ed.), The Cambridge Companion to German Idealism. Cambridge: Cambridge University Press. 2000. ISBN 978-0-521-65695-5., .
- Frederick C. Beiser, German Idealism. The Struggle Against Subjectivism, 1781-1801. Cambridge: Harvard University Press, 2002.
- James Allan Good (2006). A search for unity in diversity: The "permanent Hegelian deposit" in the philosophy of John Dewey. Lanham: Lexington Books. ISBN 0-7391-1360-7..
- Pinkard, Terry (2002). German Philosophy 1760–1860: The Legacy of Idealism. Cambridge University Press. ISBN 9780521663816.
- Josiah Royce, Lectures on Modern Idealism. New Haven: Yale University Press 1967.
- Solomon, R., and K. Higgins, (eds). Routledge History of Philosophy. 1993., Vol. VI: The Age of German Idealism. New York: Routledge.
- Tommaso Valentini (2012). I fondamenti della libertà in J.G. Fichte. Studi sul primato del pratico. Editori riuniti University Press. ISBN 978-88-6473-072-1., Presentazione di Armando Rigobello, Editori Riuniti University Press, Roma (2012) .
- Benz, Ernst (јануар 1983). The Mystical Sources of German Romantic Philosophy. Wipf and Stock Publishers. ISBN 978-0-915138-50-0., translated by Blair R. Reynolds and Eunice M. Paul. London: Pickwick Publications, (2009) . (Original French edition: Les Sources mystiques de la philosophie romantique allemande. Paris : Vrin, 1968.)
- Breckman, Warren (2007). „Introduction: A Revolution in Culture”. European Romanticism: A Brief History with Documents.  Ed. W. Breckman. New York: Bedford/St Martin's,
- Gossman, Lionel. “Making of a Romantic Icon: The Religious Context of Friedrich Overbeck’s ‘Italia und Germania.’” American Philosophical Society, Gossman, Lionel (2007). The Making of a Romantic Icon: The Religious Context of Friedrich Overbeck's Italia und Germania. American Philosophical Society. ISBN 978-0-87169-975-6..
- Gossman, Lionel (1983). „Orpheus Philologus: Bachofen versus Mommsen on the Study of Antiquity.”. American Philosophical Society Transactions. 73 (5): 1—89. ISBN 1-4223-7467-X. JSTOR 1006432. doi:10.2307/1006432..
- Grewe, Cordula (2009). Painting the Sacred in the Age of German Romanticism. Aldershot: Ashgate Books. ISBN 978-0754606451..
- Johnston, Catherine;  . (јануар 1999). Baltic Light: Early Open-Air Painting in Denmark and North Germany. New Haven and London: Yale University Press. ISBN 0-300-08166-9., (1999) .
- O'Neill, J, ур. (1981). German masters of the nineteenth century : paintings and drawings from the Federal Republic of Germany. New York: The Metropolitan Museum of Art. ISBN 0-87099-264-3.
- Safrankski, Rüdiger. Romantik. Eine deutsche Affäre. Munich: Carl Hanser Verlag. 2007. ISBN 978-3-446-20944-2., .
- Siegel, Linda (1978). Caspar David Friedrich and the Age of German Romanticism. Branden Books. ISBN 0-8283-1659-7.. Branden Publishing Co, (1978) .
- Vaughan, William (1980). German Romantic Painting. New Haven and London: Yale University Press. ISBN 0-300-02387-1. .
- Beiser, Frederick C (2003). The Romantic Imperative: the Concept of Early German Romanticism. Harvard University Press.
- Bowie, Andrew (1997). From romanticism to critical theory: The philosophy of German literary theory. Psychology Press.
- Lacoue-Labarthe, Philippe, and Jean-Luc Nancy (1988). The literary absolute: the theory of literature in German romanticism. SUNY Press..
- Nassar, Dalia (2013). The Romantic Absolute: Being and Knowing in Early German Romantic Philosophy, 1795-1804. U of Chicago Press.
- Pfau, Thomas. Pfau, Thomas (2003). „Conjuring history: Lyric cliche, conservative fantasy, and traumatic awakening in German Romanticism.”. South Atlantic Quarterly. 102 (1): 53—92. doi:10.1215/00382876-102-1-53.
- Steigerwald, Joan, and J. Fairbairn. Steigerwald, Joan (2000). „The cultural enframing of nature: environmental histories during the early German romantic period.”. Environment and History. 6 (4): 451—496. Bibcode:2000EnHis...6..451S. doi:10.3197/096734000129342370.. online
- Stone, Alison. Stone, Alison (2014). „Alienation from nature and early German romanticism.”. Ethical Theory and Moral Practice. 17 (1): 41—54. doi:10.1007/s10677-013-9467-7.. online
- Stone, Alison (2018). Nature, Ethics and Gender in German Romanticism and Idealism. Rowman & Littlefield.

## Spoljašnje vze
- Sassen, Brigitte. „German Philosophy in the 18th Century Prior to Kant”.  Ур.: Zalta, Edward N. Stanford Encyclopedia of Philosophy.